# Pseudoscopelus cordilluminatus
Pseudoscopelus cordilluminatus är en fiskart som beskrevs av Melo 2010. Pseudoscopelus cordilluminatus ingår i släktet Pseudoscopelus och familjen Chiasmodontidae. Inga underarter finns listade i Catalogue of Life.